# Kizji

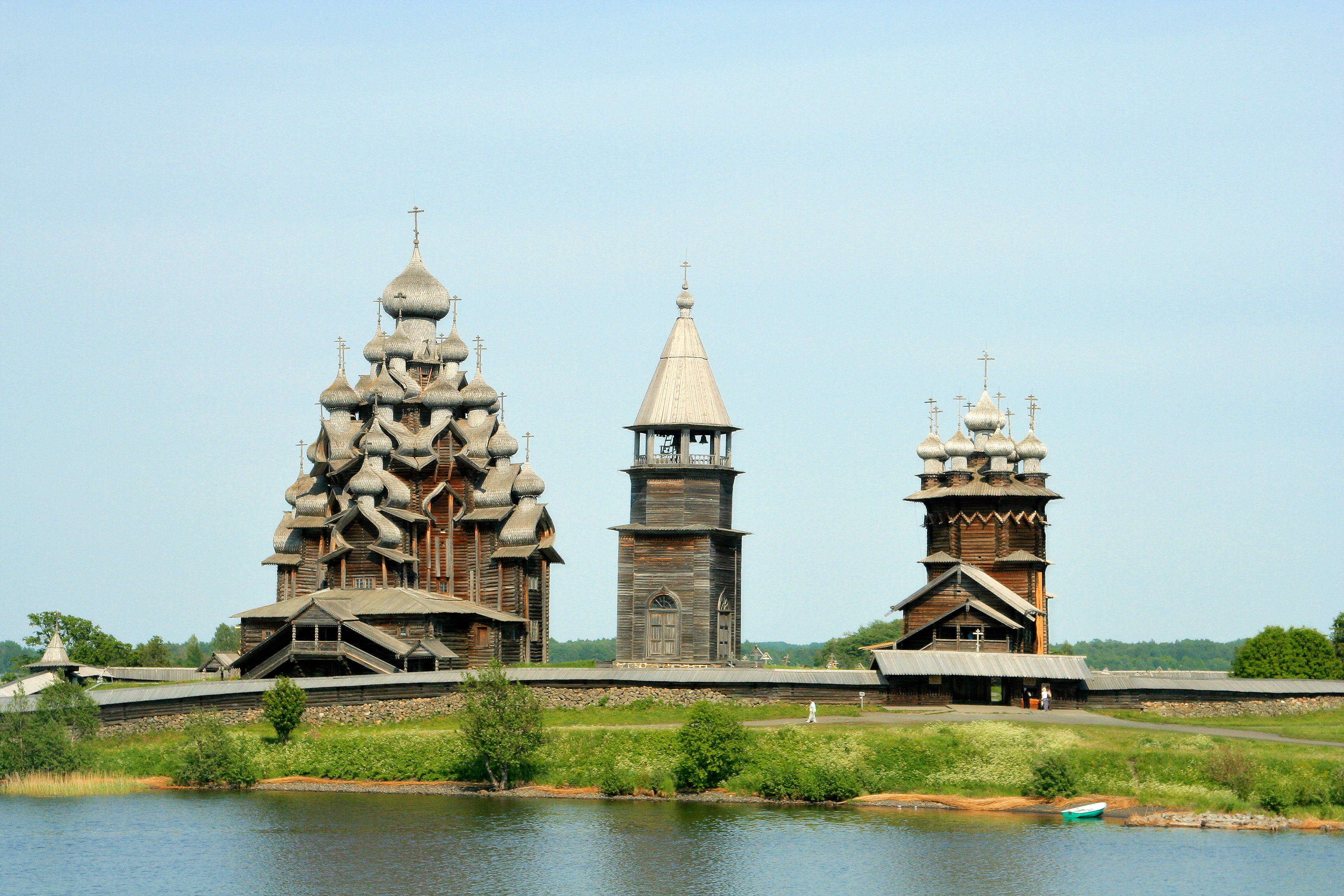
Kizji träkyrkor och ett klocktorn

Kizji, Kizji pogost (på karelska och finska: Kiži) ligger på en av öarna i Kizji-arkipelagen i den norra delen av sjön Onega i Karelska republiken i Ryssland.
Två magnifika 1700-talskyrkor är centralbyggnader i ett friluftsmuseum för nordrysk träarkitektur. Sommartid finns dagliga flygbåtförbindelser dit från Petrozavodsk.
Platsen är upptagen på Unescos världsarvslista.

## Bildgalleri

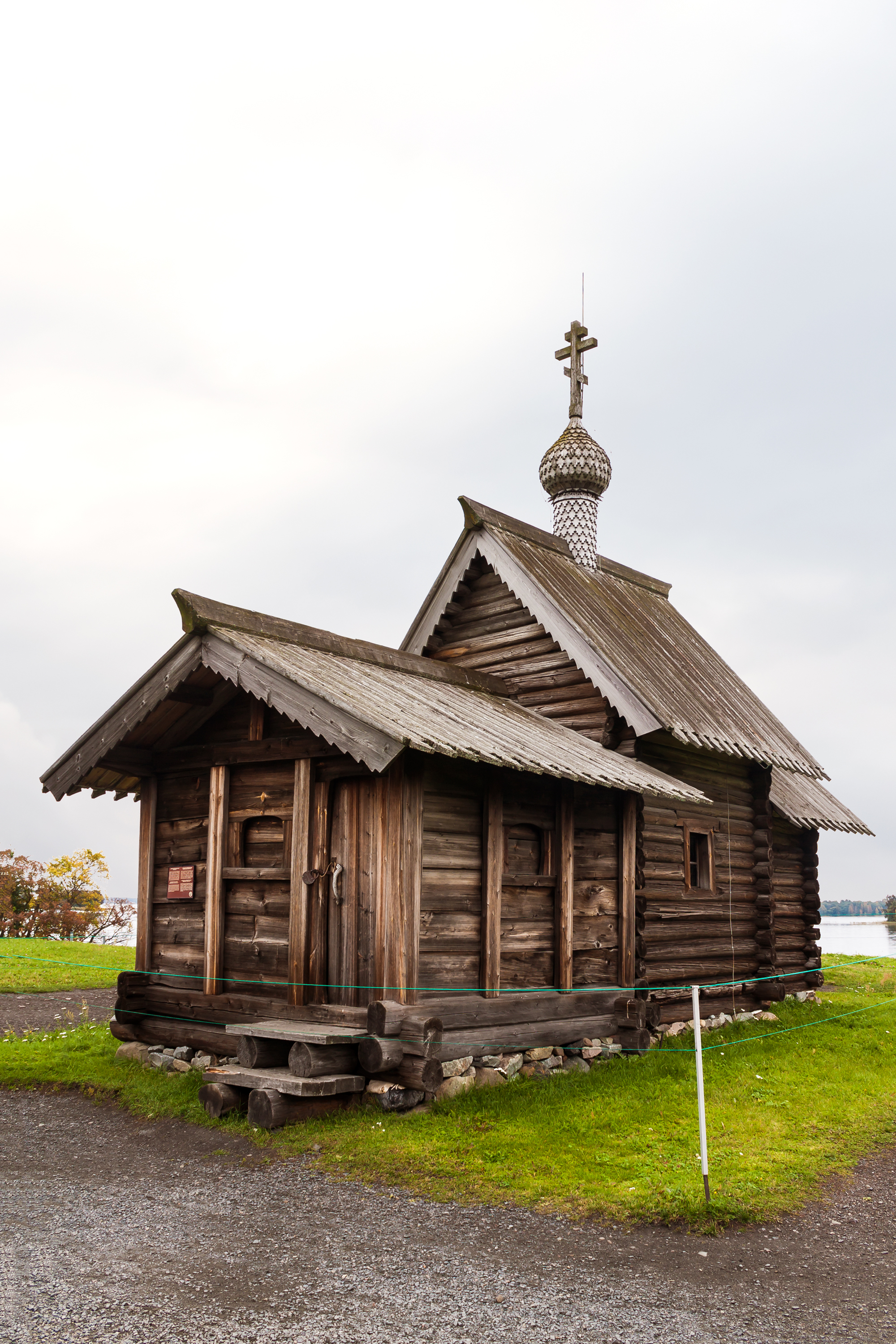
Lasaros uppståndelses kyrka
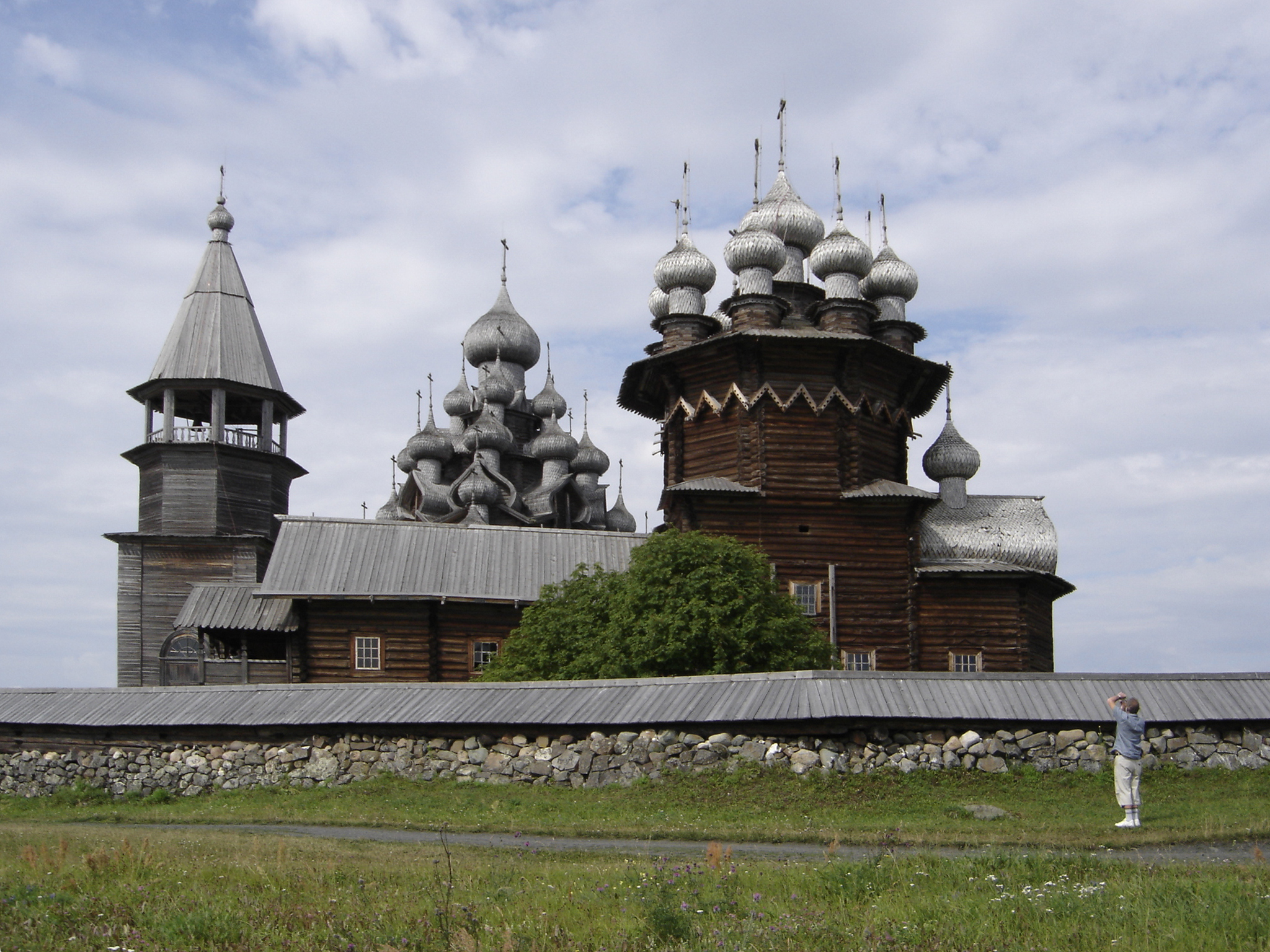
Kizji träkyrka
Kyrkan och klocktorn
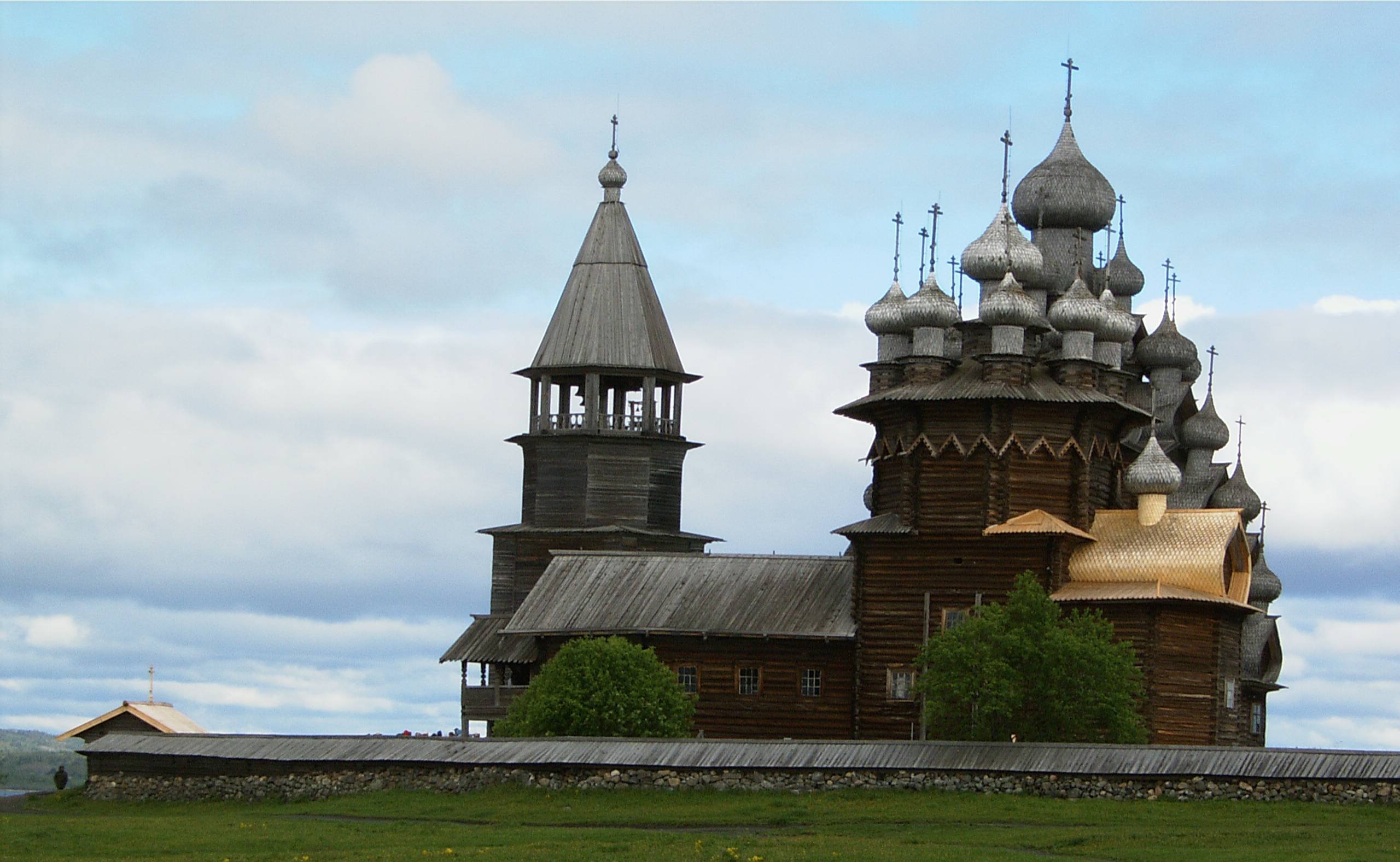
Klocktorn
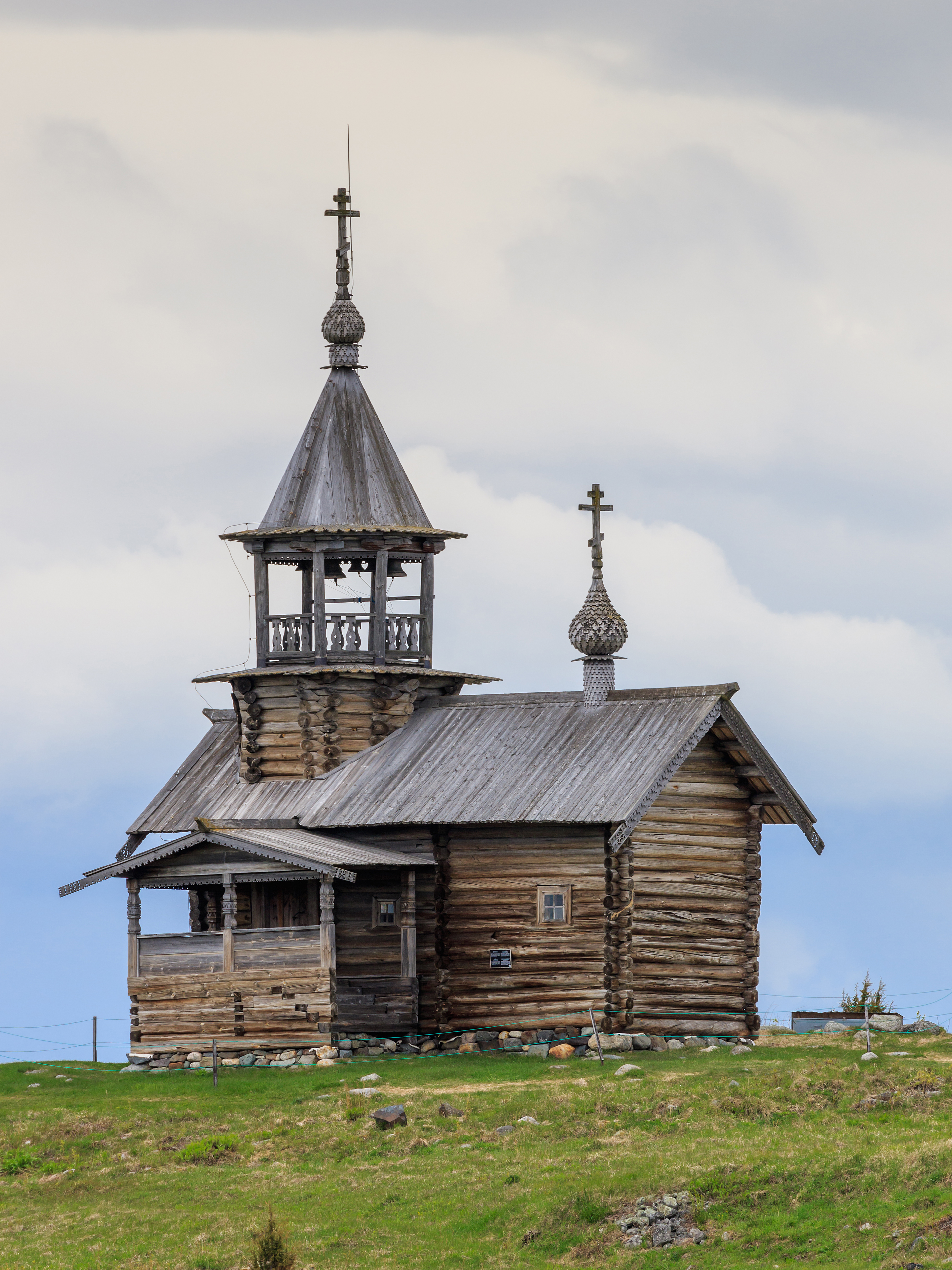
Kapellet
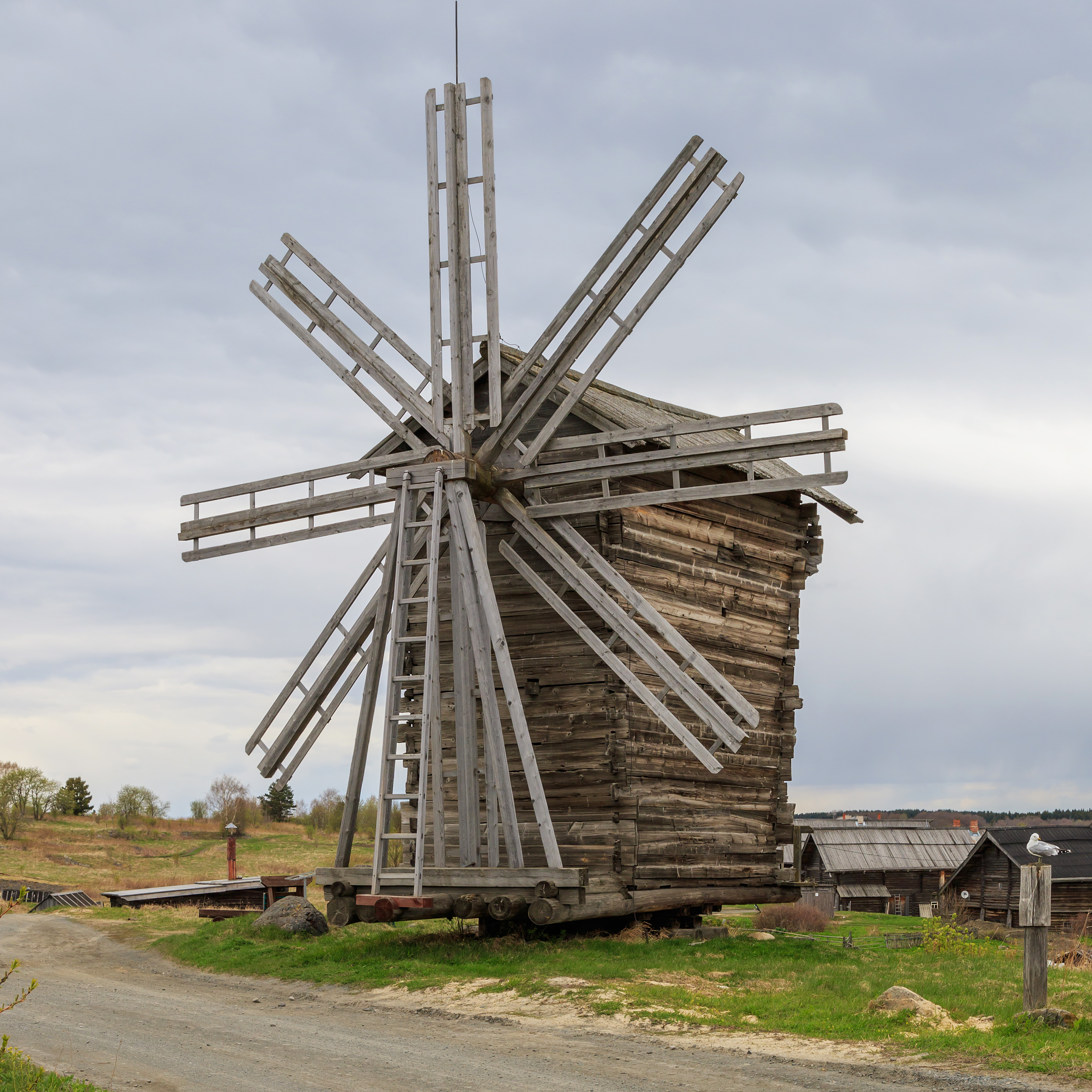
Väderkvarn